# Cebrennus aethiopicus
Cebrennus aethiopicus là một loài nhện trong họ Sparassidae.
Loài này thuộc chi Cebrennus. Cebrennus aethiopicus được Eugène Simon miêu tả năm 1880.